# Antaresia stimsoni
Antaresia stimsoni (лат.) — вид змей из семейства ложноногих, обитающий в Австралии.

## Описание
Общая длина колеблется от 70 см до 1 м. Голова немного приплюснутая, широкая. Туловище массивное, мускулистое. На туловище есть 39—45 линий чешуи. Окраска более или менее однотонная, коричневато-бурая, с небольшими округлыми тёмными пятнами. Цвет и размер пятен могут заметно отличаться.

## Образ жизни
Населяет различные биотопы: от прибрежных влажных лесов до пустынь. Активна ночью. Питается грызунами, лягушками, мелкими ящерицами.

## Размножение
Это яйцекладущая змея. Самка откладывает 7—9 яиц.

## Распространение
Является эндемиком Австралии. Обитает в центральной и восточной частях материка.

## Подвиды
- Antaresia stimsoni stimsoni (Smith, 1985)
- Antaresia stimsoni orientalis (Smith, 1985)

## Галерея

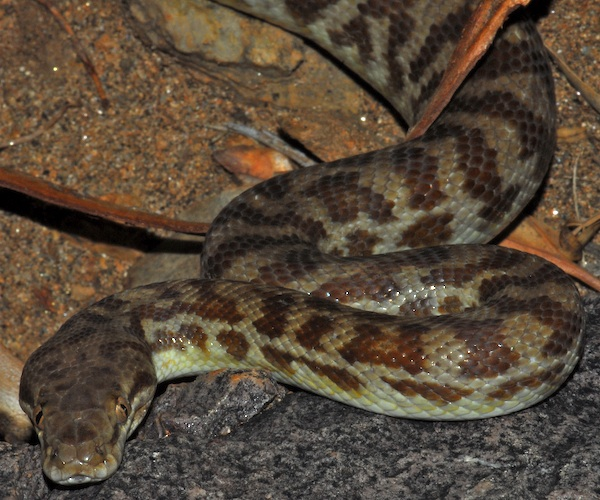
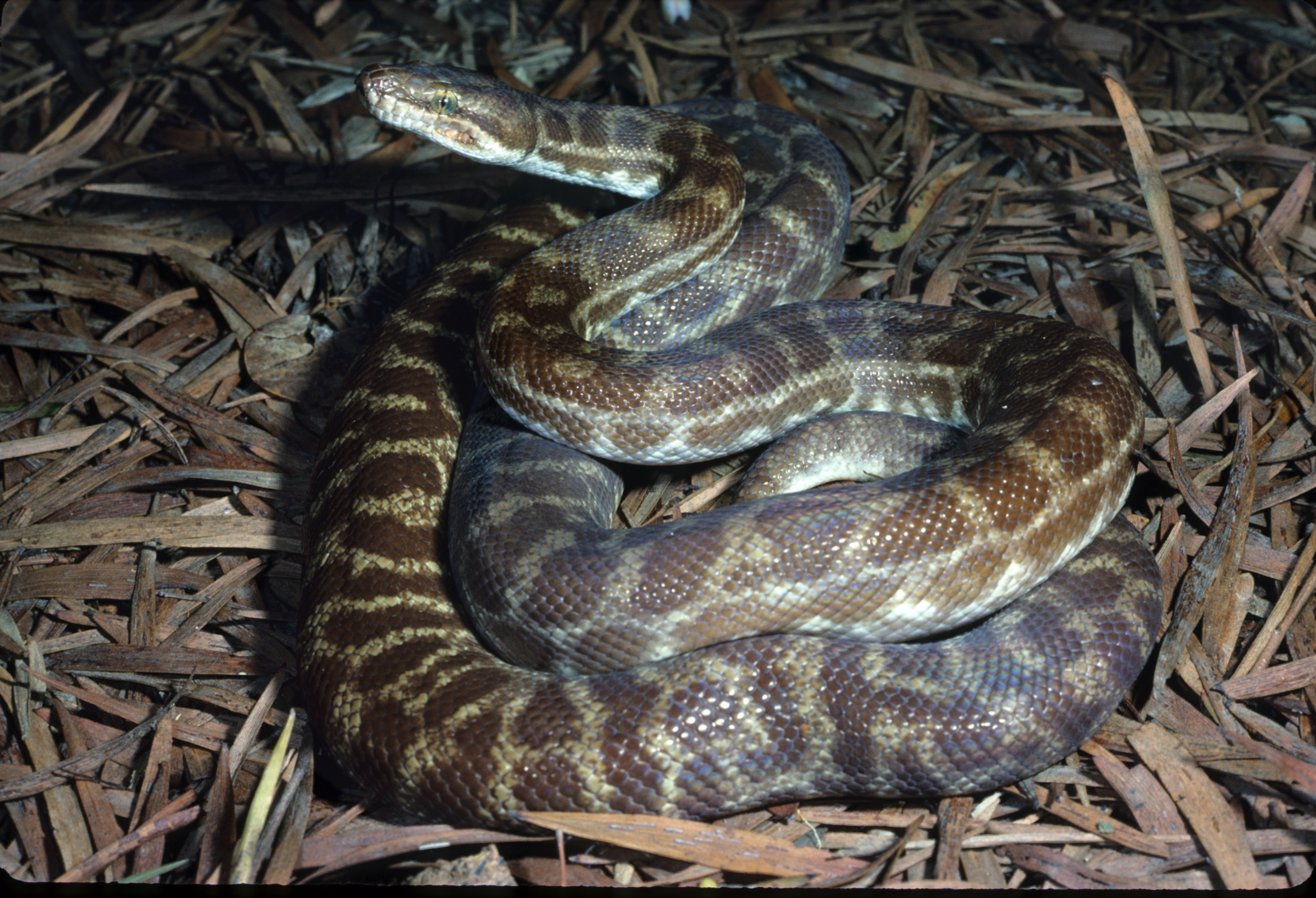
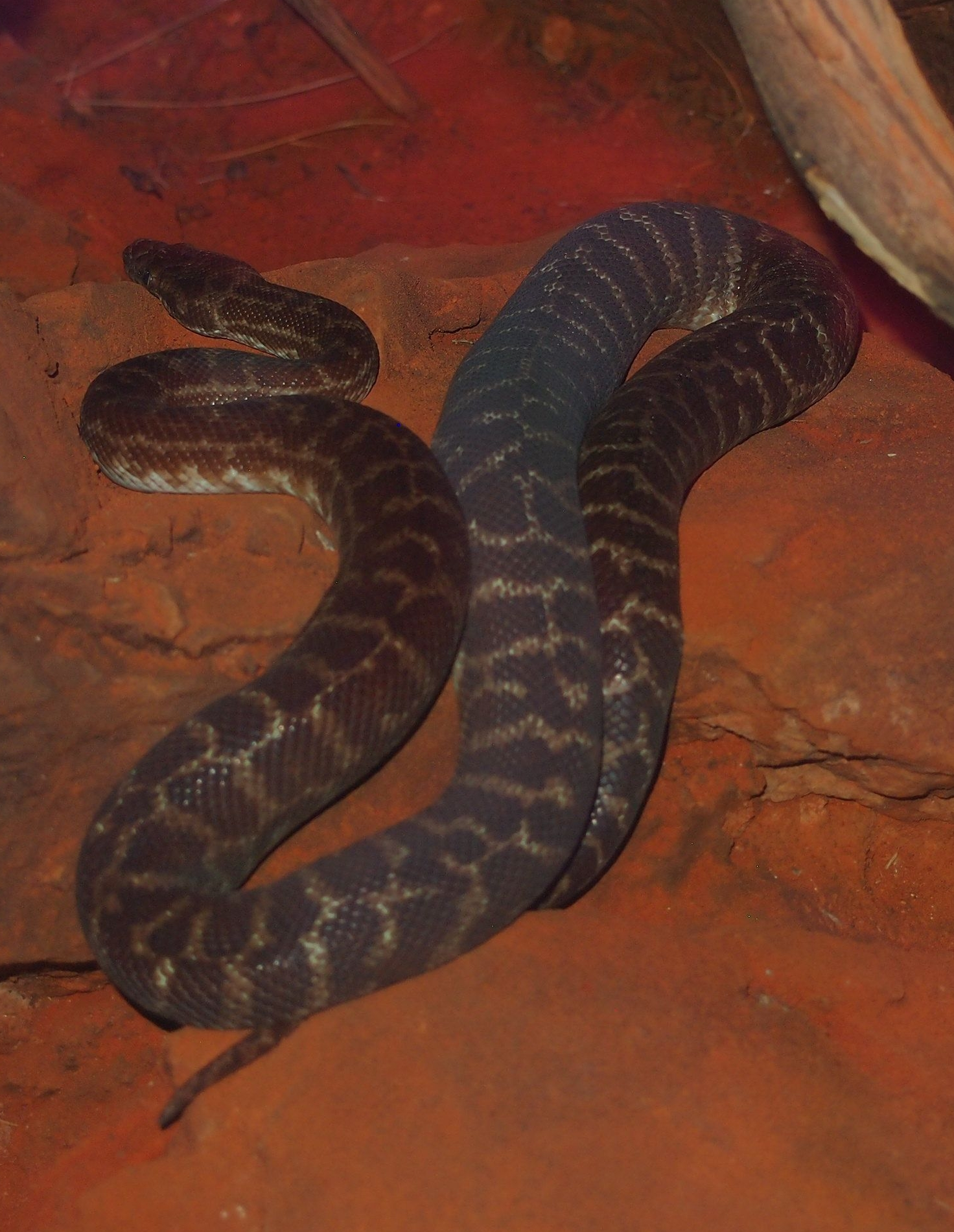